# Jorge Broun
Jorge Emanuel Broun (Rosario, Santa Fe, Argentina, 26 de mayo de 1986) es un futbolista argentino que juega como arquero  en Rosario Central de la Liga Profesional.

## Biografía
Desde pequeño jugó al fútbol, sin embargo comenzó como un jugador de campo. Cuando tenía cuatro años le hicieron un estudio donde le diagnosticaron un soplo en el corazón, algo normal por la edad. Su madre se asustó e hizo que lo mandaran al arco para que corra menos.
Si bien ocupó el banco de suplentes en el año 2005, debutó en primera división en el Torneo Clausura 2006 en un partido donde Rosario Central perdió 2 a 0 contra  Banfield. Luego de dos años logró conseguir la titularidad gracias a la venta de Cristian Álvarez al RCD Español de Barcelona, sumado esto a la confianza que le dio el exentrenador de Rosario Central, Pablo Sánchez. 
En la temporada 2008/09 jugó la mayoría de los partidos sin embargo su equipo disputó la promoción contra Belgrano de Córdoba para poder mantener su lugar en Primera división. El primer encuentro terminó 1 a 0 a favor de los rosarinos y el segundo fue un empate 1 a 1. En ambos partidos tuvo una actuación destacada, salvando a su equipo varias veces.
Gracias a sus actuaciones tuvo sondeos de River Plate y de Boca Juniors, además de otros equipos de Argentina y el exterior. Marcó el primer gol de su carrera a Independiente de Avellaneda de penal en la victoria por 2 a 0, el viernes 23 de octubre de 2009. Debido a este hecho, quedó marcado ya que es uno de los dos arqueros del club que anotó uno o más goles.
El 27 de noviembre de 2009 sufrió una rotura de ligamentos cruzados, luego de salir con una gambeta en el partido disputado por su equipo y el Club Atlético Tucumán. Esta lesión lo marginó de las canchas 6 meses y no le permitió jugar el Torneo Clausura de 2010 donde su equipo jugó la Promoción y quedó condenado al descenso.
Durante su primer año en la Primera B Nacional Jorge fue titular en la mayoría de los partidos, sin embargo su equipo no logró el ascenso. 
La temporada siguiente comenzó siendo el titular del equipo pero una lesión en un entrenamiento y un error en la fecha 6 ante Brown de Puerto Madryn hicieron que perdiera su puesto ante Manuel García. Volvió a la titularidad en la fecha 16 ante River Plate luego de que García sufra una lesión en el hombro en el partido anterior. Continuó como guardametas principal hasta la fecha 23 donde su equipo visitó a Instituto de Córdoba y perdió por 3 a 0. Posterior a ese encuentro Juan Antonio Pizzi (entrenador del equipo) decidió hacer varias modificaciones en la formación titular entre las que se encontraba el arquero. Si bien Central alcanzó los puestos de Promoción, empató ambos partidos 0 a 0 ante San Martín de San Juan y quedó condenado a jugar por un año más en la segunda categoría.
Al comenzar la temporada 2012/13 García sufrió una lesión por lo que todo indicaba que Broun volvería a la titularidad, sin embargo el equipo incorporó a Mauricio Caranta y fatura quedó relegado al banco. Al finalizar el torneo su equipo terminó en primer puesto por lo que ascendió a Primera División. Broun no disputó ningún partidos durante todo el año, pero fue suplente durante los primeros 6 meses.
Tras 8 años en otros clubes del fútbol argentino y el exterior, el 10 de febrero de 2021, Rosario Central oficializó a Broun como nuevo refuerzo del canalla tras pagar 200 mil dólares a Gimnasia y Esgrima de La Plata, club con el que fatu tenía contrato.Fue titular en la mayoría de los partidos que Central disputó en el año 2021 (incluyendo partidos internacionales por la Copa Sudamericana, donde el canalla llegó a cuartos de final), hasta el día 25 de noviembre, en el marco de la fecha número 22 del campeonato en el que sufrió una rotura de ligamento cruzado de la rodilla derecha en la victoria por 4 a 1 frente a Colón de Santa Fe en condición de visitante.Ocho meses después fatu volvió al banco de los suplentes en julio del 2022. Disputó solo cinco partidos en el año, perdiendo la competencia por el arco con Gaspar Servio quien había sido incorporado al club para reemplazarlo.
Con la llegada de Miguel Ángel Russo como técnico de Central, Broun fue suplente en los primeros cuatro partidos del campeonato. A partir de la quinta fecha, tras malos rendimientos y una polémica salida de Servio, fatu volvió al equipo titular y disputó todos los partidos hasta fin de año, donde Rosario Central logró clasificar a la Copa Libertadores 2024 y a los play-off de la Copa de la Liga. En los cuartos de final, tras empatar 2 a 2 en los 90 minutos, Central eliminó a Racing en una extensa tanda de penales, donde Broun tuvo dos atajadas.A la semana siguiente, tras el empate 0 a 0 frente a River Plate, Central venció 2 a 0 en la tanda de penales donde Broun contuvo 3 penales (a Enzo Díaz, Matías Palavecino y al Pity Martínez) y le otorgó la clasificación a la final del certamen. Finalmente, el 16 de diciembre, Central vence por 1 a 0 a Platense en el Estadio Madre de Ciudades coronándose así campeón de la Copa de la Liga Profesional 2023. A la semana siguiente, el equipo salió subcampeón del Trofeo de Campeones 2023 tras caer por 2 a 0 frente a River Plate, también en el Madre de Ciudades.

## Estadísticas
Actualizado al último partido disputado el 16 de agosto de 2025.
| Club | Div.          | Temporada     | Liga (1) | Liga (1) | Liga (1) | Copas Nacionales(2) | Copas Nacionales(2) | Copas Nacionales(2) | Copas Internacionales(3) | Copas Internacionales(3) | Copas Internacionales(3) | Total | Total | Total |
| Club | Div.          | Temporada     | PJ       | GR       | VI       | PJ                  | GR                  | VI                  | PJ                       | GR                       | VI                       | PJ    | GR    | VI    |
| --- | ------------- | ------------- | -------- | -------- | -------- | ------------------- | ------------------- | ------------------- | ------------------------ | ------------------------ | ------------------------ | ----- | ----- | ----- |
| Rosario Central Argentina |               |               |          |          |          |                     |                     |                     |                          |                          |                          |       |       |       |
| 1.ª | 2005-06       | 1             | 2        | 0        | -        | -                   | -                   | -                   | -                        | -                        | 1                        | 2     | 0     |       |
| 1.ª | 2006-07       | 1             | 1        | 0        | -        | -                   | -                   | -                   | -                        | -                        | 1                        | 1     | 0     |       |
| 1.ª | 2007-08       | 1             | 2        | 0        | -        | -                   | -                   | -                   | -                        | -                        | 1                        | 2     | 0     |       |
| 1.ª | 2008-09       | 36            | 42       | 11       | -        | -                   | -                   | -                   | -                        | -                        | 36                       | 42    | 11    |       |
| 1.ª | 2009-10       | 17            | 11       | 6        | -        | -                   | -                   | -                   | -                        | -                        | 17                       | 11    | 6     |       |
| 2.ª | 2010-11       | 33            | 37       | 10       | -        | -                   | -                   | -                   | -                        | -                        | 33                       | 37    | 10    |       |
| 2.ª | 2011-12       | 15            | 16       | 4        | 1        | 0                   | 1                   | -                   | -                        | -                        | 16                       | 16    | 5     |       |
| 2.ª | 2012-13       | 0             | 0        | 0        | 0        | 0                   | 0                   | -                   | -                        | -                        | 0                        | 0     | 0     |       |
| 1.ª | 2021          | 18            | 27       | 2        | 13       | 18                  | 3                   | 8                   | 8                        | 3                        | 39                       | 53    | 8     |       |
| 1.ª | 2022          | 5             | 8        | 1        | 0        | 0                   | 0                   | -                   | -                        | -                        | 5                        | 8     | 1     |       |
| 1.ª | 2023          | 23            | 23       | 10       | 20       | 19                  | 7                   | -                   | -                        | -                        | 43                       | 42    | 17    |       |
| 1.ª | 2024          | 24            | 27       | 6        | 14       | 16                  | 4                   | 10                  | 10                       | 2                        | 48                       | 53    | 12    |       |
| 1.ª | 2025          | 21            | 11       | 11       | 2        | 0                   | 2                   | -                   | -                        | -                        | 23                       | 11    | 13    |       |
| Total club | Total club    | 195           | 207      | 61       | 50       | 54                  | 17                  | 18                  | 18                       | 5                        | 263                      | 279   | 83    |       |
| Deportes Antofagasta · Chile |               |               |          |          |          |                     |                     |                     |                          |                          |                          |       |       |       |
| 1.ª | 2013-14       | 23            | 23       | 8        | 9        | 15                  | 0                   | -                   | -                        | -                        | 32                       | 38    | 8     |       |
| Total club | Total club    | 23            | 23       | 8        | 9        | 15                  | 0                   | -                   | -                        | -                        | 32                       | 38    | 8     |       |
| Colón Argentina |               |               |          |          |          |                     |                     |                     |                          |                          |                          |       |       |       |
| 2.ª | 2014          | 20            | 15       | 11       | 2        | 0                   | 2                   | -                   | -                        | -                        | 22                       | 15    | 13    |       |
| 1.ª | 2015          | 32            | 34       | 8        | 1        | 0                   | 1                   | -                   | -                        | -                        | 33                       | 34    | 9     |       |
| 1.ª | 2016          | 16            | 31       | 1        | 1        | 1                   | 0                   | -                   | -                        | -                        | 17                       | 32    | 1     |       |
| 1.ª | 2016-17       | 29            | 25       | 14       | 0        | 0                   | 0                   | -                   | -                        | -                        | 29                       | 25    | 14    |       |
| Total club | Total club    | 97            | 105      | 34       | 4        | 1                   | 3                   | -                   | -                        | -                        | 101                      | 106   | 37    |       |
| Ludogorets Bulgaria |               |               |          |          |          |                     |                     |                     |                          |                          |                          |       |       |       |
| 1.ª | 2017-18       | 19            | 11       | 12       | 3        | 5                   | 0                   | 8                   | 7                        | 2                        | 30                       | 23    | 14    |       |
| 1.ª | 2018-19       | 5             | 1        | 4        | 2        | 3                   | 0                   | 3                   | 1                        | 2                        | 10                       | 5     | 6     |       |
| 1.ª | 2019-20       | 0             | 0        | 0        | 0        | 0                   | 0                   | -                   | -                        | -                        | 0                        | 0     | 0     |       |
| Total club | Total club    | 24            | 12       | 16       | 5        | 8                   | 0                   | 11                  | 8                        | 4                        | 40                       | 28    | 20    |       |
| Gimnasia LP Argentina |               |               |          |          |          |                     |                     |                     |                          |                          |                          |       |       |       |
| 1.ª | 2019-20       | 7             | 4        | 4        | 1        | 0                   | 1                   | -                   | -                        | -                        | 8                        | 4     | 5     |       |
| 1.ª | 2020-21       | -             | -        | -        | 11       | 11                  | 5                   | -                   | -                        | -                        | 11                       | 11    | 5     |       |
| Total club | Total club    | 7             | 4        | 4        | 12       | 11                  | 6                   | -                   | -                        | -                        | 19                       | 15    | 10    |       |
| Total carrera | Total carrera | Total carrera | 345      | 350      | 123      | 80                  | 89                  | 26                  | 29                       | 26                       | 9                        | 454   | 465   | 158   |
| (1) Incluye Liguilla Pre-Sudamericana. (2) Incluye Copa Argentina, Copa de la Liga Profesional, Copa Chile, Copa de Bulgaria, Supercopa de Bulgaria y Trofeo de Campeones. (3) Incluye Copa Sudamericana, Liga de Campeones de la UEFA, Liga Europa de la UEFA y Copa Libertadores. |               |               |          |          |          |                     |                     |                     |                          |                          |                          |       |       |       |

## Palmarés

### Campeonatos Nacionales
| Título                | Equipo          | País      | Año     |
| --------------------- | --------------- | --------- | ------- |
| Primera B Nacional    | Rosario Central | Argentina | 2012-13 |
| Primera Liga          | Ludogorets      | Bulgaria  | 2017-18 |
| Supercopa de Bulgaria | Ludogorets      | Bulgaria  | 2018    |
| Primera Liga          | Ludogorets      | Bulgaria  | 2018-19 |
| Copa de la Liga       | Rosario Central | Argentina | 2023    |

### Otros logros
| Título                     | Equipo | Año  |
| -------------------------- | ------ | ---- |
| Ascenso a Primera División | Colón  | 2014 |

### Distinciones individuales
| Título                                          | Año  |
| ----------------------------------------------- | ---- |
| Mejor jugador de la Copa de la Liga Profesional | 2023 |